# Winter-Paralympics 1992/Biathlon
Bei den V. Winter-Paralympics wurden zwischen dem 25. März und 2. April 1992 4 Wettkämpfe im Biathlon ausgetragen.

## Medaillenspiegel
| Platz | Land           | Goldmedaille | Silbermedaille | Bronzemedaille | Gesamt |
| ----- | -------------- | ------------ | -------------- | -------------- | ------ |
| 1     | Finnland       | 2            | –              | –              | 2      |
| 2     | Deutschland    | 1            | 3              | 2              | 6      |
| 3     | Vereintes Team | 1            | –              | –              | 1      |
| 4     | Schweiz        | –            | 1              | 1              | 2      |
| 5     | Schweden       | –            | –              | 1              | 1      |

## Klassifizierungen
| Klasse | Einstufungen                                     |
| ------ | ------------------------------------------------ |
| LW2    | Stehend, Eine Beinamputation oberhalb des Knies  |
| LW4    | Stehend, Eine Beinamputation unterhalb des Knies |
| LW6/8  | Stehend, Eine Armamputation                      |
| B1     | Sehbehindert, kein Restsehvermögen               |
| B2     | Sehbehindert, zwischen 3 und 5 % Restsehvermögen |
| B3     | Sehbehindert, unter 10 % Restsehvermügen         |

## Männer
| Disziplin     | Klasse | Gold               | Silber            | Bronze            |
| ------------- | ------ | ------------------ | ----------------- | ----------------- |
| 7,5 km Einzel | LW2/4  | Kalervo Pieksämäki | Wolfgang Mahler   | Roland Gäss       |
| 7,5 km Einzel | LW6/8  | Jouko Grip         | Bernhard Furrer   | Josef Gattinger   |
| 7,5 km Einzel | B1     | Boris Bogdanow     | Udo Hirsch        | Hans-Peter Schmid |
| 7,5 km Einzel | B2/3   | Frank Höfle        | Alexander Schwarz | Torbjörn Ek       |